# 2019 في السعودية
تحتوي هذه المقالة على أهم الأحداث التي شهدتها السعودية في 2019، إضافة إلى أهم الشخصيات السعودية التي وُلدت أو تُوفيت في هذه السنة.

## السياسة

### الحكم
الملك: سلمان بن عبد العزيز آل سعود

### تعيينات

#### أبريل
- 16: عبد الله بن خالد بن سلطان بن عبد العزيز آل سعود، سفيرًا للسعودية لدى النمسا، وسفيرًا غير مقيمٍ لدى سلوفاكيا وسلوفينيا.[1]

#### سبتمبر
- 8: عبد العزيز بن سلمان بن عبد العزيز آل سعود، وزيرا للطاقة.[2]

#### أكتوبر
- 23:[3]
  - فيصل بن فرحان بن عبد الله آل سعود، وزيرا للخارجية.
  - إبراهيم العساف، وزير دولة وعضو بمجلس الوزراء.
  - صالح الجاسر، وزيرا للنقل.
  - عبد الله بن شرف الغامدي، رئيسا للهيئة السعودية للبيانات والذكاء الاصطناعي.

### إعفاءات
- 8: خالد الفالح، وزير الطاقة.[2]

#### أكتوبر
- 23:[3]
  - إبراهيم العساف، وزير الخارجية.
  - نبيل العامودي، وزير النقل.

## أحداث

### يناير
- 4: في السعودية بدء محاكمة متهمين بقتل جمال خاشقجي.[4][5]
- 9: الملك سلمان يدشن برنامج التنمية الريفية الزراعية المستدامة.[6]
- 10: استقبل مطار نيوم أول رحلة للخطوط السعودية.[7]
- 28: ولي العهد الأمير محمد بن سلمان يدشن برنامج تطوير الصناعة الوطنية والخدمات اللوجستية.[8]
- 30: الملك سلمان يوافق على طلب ولي العهد رئيس اللجنة العُليا لقضايا الفساد العام إنهاء أعمال اللجنة بعد إنجاز المهام المنوطة بها.[9]

### فبراير
- 5: السعودية تطلق القمر الصناعي SGS-1 المخصص للاتصالات.[10]
- 10: الأمير محمد بن سلمان يطلق محمية شرعان الطبيعية ويدشن رؤية العلا.[11]
- 11: ولي العهد يقوم بافتتاح ميناء الملك عبد الله الذي يقع بمدينة الملك عبدالله الاقتصادية.[12]
- 13: السفير السعودي لدى لبنان يعلن عن رفع التحذير عن سفر المواطنين السعوديين إلى لبنان.[13]
- 17: وصول ولي العهد إلى باكستان في مستهل جولته الآسيوية.[14]
- 23:
  - وصول الملك سلمان بن عبد العزيز آل سعود لشرم الشيخ في مصر لحضور القمة العربية الأوروبية الأولى.[15]
  - صدور أمر ملكي بتعيين الأميرة ريما بنت بندر آل سعود سفيرة لدى الولايات المتحدة الأمريكية بمرتبة وزير. لتصبح أول امرأة تتقلد منصب سفير للسعودية. وتعيين الأمير خالد بن سلمان نائباً لوزير الدفاع بمرتبة وزير.[16]
- 28: قرر مجلس الوزراء استحداث تأشيرة سياحية باسم (زيارة فعالية) تمكن السياح من حضور الفعاليات المقامة في السعودية بالتعاون مع وزارة الخارجية.[17]

### مارس
- 1: صدور أمر ملكي بسحب الجنسية السعودية من حمزة بن لادن نجل الزعيم السابق لتنظيم القاعدة أسامة بن لادن.[18]
- 19: أطلق الملك سلمان أربعة مشروعات نوعية كبرى في مدينة الرياض، تبلغ تكلفتها الإجمالية 86 مليار ريال، تشمل: مشروع حديقة الملك سلمان، ومشروع الرياض الخضراء، ومشروع المسار الرياضي، ومشروع الرياض آرت.[19]
- 26: تأسيس المركز الوطني لتنمية الحياة الفطرية، بعد إلغاء الهيئة السعودية للحياة الفطرية.[20][21]
- 27:
  - شركة أرامكو تتفق على شراء حصة نسبتها 70 بالمئة في شركة سابك من صندوق الاستثمارات العامة مقابل 69.1 مليار دولار، في واحدة من أكبر الصفقات بقطاع الكيماويات العالمي.[22][23]
  - تأسيس مجمع الملك سلمان العالمي للغة العربية.[24]

### أبريل
- 1: ولي العهد الأمير محمد بن سلمان، يوضع حجر الأساس لمشروع إنشاء مركز الحرب الجوي، خلال زيارته لقاعدة الملك عبدالعزيز الجوية.[25]

### أغسطس
- 1: تعديل وثائق السفر ونظام الأحوال المدنية، وبموجبه تُمنح المرأة السعودية فوق سن 21 حق استخراج الجواز السعودي والسفر دون شرط إذن ولي الأمر، إضافة إلى حقها في التبليغ عن المواليد والوفيات وحالات الزواج والطلاق والمخالعة، وإمكانية تقديم طلب بإصدار سجل للأسرة، وقد كانت هذه الإجراءات في نظام الأحوال المدنية سابقا تتطلب حضور الرجل بصفته رب الأسرة.[26]

- 30: إنشاء الهيئة السعودية للبيانات والذكاء الاصطناعي، بأمر من خادم الحرمين الشريفين الملك سلمان بن عبدالعزيز آل سعود.[27]

### سبتمبر
- 14: استهداف منشآت شركة «أرامكو» بطائرات مسيرة وصواريخ [28]

### أكتوبر
- 29: مجلس الوزراء يقر نظام الجامعات الجديد.[29]

## وفيات

### يناير
- 9: فيصل بن عبد العزيز الحجيلان، دبلوماسي ووزير الصحة السابق (و. 1929).[30]

### فبراير
- 18: عبدالله بن فيصل بن تركي الأول بن عبد العزيز آل سعود، رئيس نادي الأهلي السعودي لأكثر من مرة (و. 1945).[31]

### يوليو
- 28: الأمير بندر بن عبد العزيز آل سعود، الابن العاشر من أبناء عبد العزيز آل سعود الذكور (و. 1923).[32]

### أغسطس
- 10: حسن أبو خمسين، فقيه جعفري وقاضي (و. 1943).[33]

### أكتوبر
- 7: عبد الله الشريدة، لاعب الهلال السعودي لكرة القدم الأسبق (و. 1969).[34][35]
- 20: طلال الحربي، ممثل ومذيع (و. 1956).[36]

### نوفمبر
- 5: محمد علي بن هاشم العلي، فقيه جعفري ومدرس ديني وشاعر (و. 1937).[37]

### ديسمبر
- 1: عبد الفتاح أبو مدين، أديب وإعلامي وناقد (و. 1925).[38]
- 2: متعب بن عبد العزيز آل سعود، أمير سعودي.